# Hot Neptune

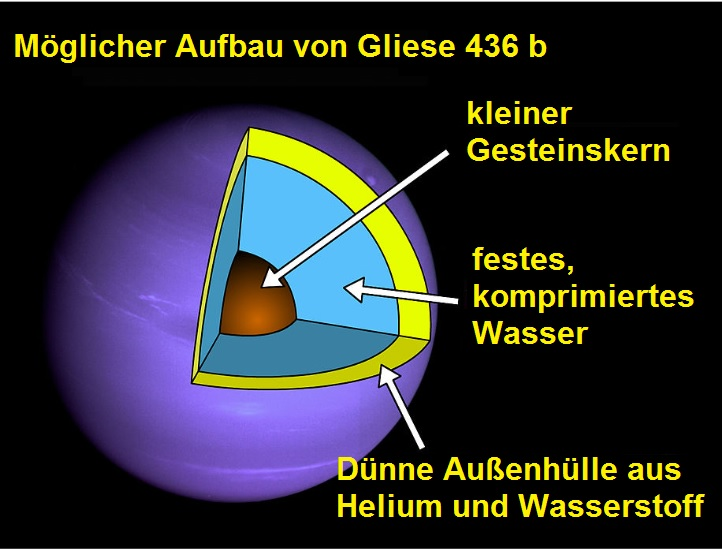
Möglicher Aufbau von Gliese 436 b, dem ersten entdeckten Hot Neptune.

Unter einem Hot Neptune versteht man einen Exoplaneten vom Typ der Eisriesen wie Uranus oder Neptun, welcher sich aber im Gegensatz zu den genannten Äquivalenten auf einer wesentlich kleineren Umlaufbahn um seinen Stern bewegt. Als ungefähre Grenze zwischen kalten und heißen Neptunen gilt als Richtlinie ein Abstand von deutlich weniger als 1 AE zum Zentralstern, wodurch sich die normalerweise festen Eiskomponenten dieser Planetenklasse aufgrund der höheren Sonneneinstrahlung verflüssigen bzw. als Gase in der jeweiligen Planetenatmosphäre auftreten. Solche Planeten galten lange Zeit als hypothetisch, im Jahre 2004 wurde jedoch der Exoplanet Gliese 436 b entdeckt und später mit Hilfe der Transitmethode als sicherer „Hot Neptune“ identifiziert.

## Theoretischer Aufbau
Im Wesentlichen werden solche Planeten wie die Eisriesen unseres Sonnensystems aufgebaut sein. Allerdings herrscht in der äußeren Atmosphäre eine entsprechend höhere Temperatur, die unteren Gasschichten werden wie die der solaren Gasplaneten einen hohen Druck und eine große Hitze aufweisen. Denkbar ist ein Gesteins- und Eiskern mit einem Druck von über einer Million Bar und einer Temperatur von 7000 bis 9000 Kelvin. Dieser wäre umgeben von einem Mantel aus verschiedenen Verbindungen, wobei es sich dabei je nach Entstehungsart des Planeten um flüchtigere Stoffe wie etwa Ammoniak, Methan oder Wasser oder um schwerere Verbindungen (verschiedene Salze) handelt (siehe Entstehung). Die äußeren Schichten eines solchen Planeten bestünden zu Teilen aus Wasserstoff und Helium, allerdings wäre ihr Anteil an der Atmosphäre wohl geringer, da die Nähe zum Mutterstern und die damit einhergehenden hohen Temperaturen zu einer teilweisen Verflüchtigung dieser leichten Gase trotz der hohen Gravitation des Gasriesen führen würden. Ein „Abrieb“ leichterer Stoffe durch den bei geringem Abstand zum Gestirn relativ starken Sternwind wird wahrscheinlich durch ein starkes Magnetfeld bedingt durch den Mantel verhindert.

## Entstehung
Über die Möglichkeiten der Entstehung eines Hot Neptune gibt es zwei Theorien. Zum einen wird vermutet, dass er sich (so wie nach gängiger Meinung ein Hot Jupiter) in den äußeren Bereichen des Planetensystems gebildet hat und sich anschließend (statt auf einer stabilen elliptischen Umlaufbahn) zunächst auf einer Spiralbahn bewegte (zum Beispiel wegen Ausbremsung durch Staub). Dies brachte ihn seinem Stern immer näher, bis er sich entweder irgendwann doch noch auf einer stabilen Bahn bewegte oder in den Stern stürzte.
Die andere Theorie besagt, dass der Planet sich schon in Sternennähe gebildet hat. Im letzteren Fall bestünde der Planet aus schwereren Stoffen, da diese im Gegensatz zu den flüchtigeren auch bei hohen Temperaturen kondensieren können sowie stärker von Schwerkraftfeldern beeinflusst werden, wogegen leichte Verbindungen vom Sonnenwind weggetrieben werden, noch bevor sie von einem genügend massereichen Planeten aufgenommen werden können. Vorstellbar wäre eine Atmosphäre aus Schwefelverbindungen oder Silikatdämpfen. Ist ein Hot Neptune allerdings in den äußeren Bereichen entstanden, enthält er einen höheren Anteil der flüchtigen Stoffe, was bei einem Transit des Himmelskörpers spektroskopisch nachweisbar wäre. Es ist auch möglich, dass ein Hot Neptune sich aus einem Hot Jupiter gebildet hat, welcher in zu großer Sternennähe allmählich seine Masse verliert. In diesem Fall stellt ein Hot Neptune ein Übergangsstadium zwischen einem Hot Jupiter und einem chthonischen Planeten dar.

## Mögliche Kandidaten
Bei folgenden extrasolaren Planeten könnte es sich um Hot Neptunes handeln:
- Gliese 436 b
- My Arae c (HD 160691 c)
- HAT-P-11b